# Robustagramma
Robustagramma är ett släkte av tvåvingar. Robustagramma ingår i familjen hoppflugor.

## Dottertaxa tillRobustagramma, i alfabetisk ordning[1]
- Robustagramma acutistylum
- Robustagramma aequale
- Robustagramma altifrons
- Robustagramma angusticauda
- Robustagramma angustistylum
- Robustagramma arizonense
- Robustagramma atratum
- Robustagramma biangulatum
- Robustagramma binitidum
- Robustagramma bolivarense
- Robustagramma brasilense
- Robustagramma brevicauda
- Robustagramma brevicilium
- Robustagramma crassipalpus
- Robustagramma crassisaccus
- Robustagramma cultriforme
- Robustagramma dilatatum
- Robustagramma disjunctum
- Robustagramma flavistylum
- Robustagramma gigantisclerosum
- Robustagramma grenadense
- Robustagramma hebes
- Robustagramma incurvum
- Robustagramma kittsense
- Robustagramma latistylum
- Robustagramma lingulatum
- Robustagramma longiseta
- Robustagramma longistylum
- Robustagramma luciense
- Robustagramma macrosternum
- Robustagramma mayense
- Robustagramma minutiseta
- Robustagramma mirabile
- Robustagramma multiseta
- Robustagramma nigrivittatum
- Robustagramma obscuratum
- Robustagramma obscurifrons
- Robustagramma oculiculus
- Robustagramma orthogonium
- Robustagramma pallidistylum
- Robustagramma paralongiseta
- Robustagramma parauniseta
- Robustagramma rarum
- Robustagramma robusta
- Robustagramma robustinervus
- Robustagramma setilamella
- Robustagramma setituberosum
- Robustagramma setosum
- Robustagramma sinuosum
- Robustagramma spinatimargo
- Robustagramma triangulatum
- Robustagramma uniseta
- Robustagramma vulgare